# Молоді серця
«Молоді серця» (англ. Young Hearts) — американський телевізійний фільм 1984 року.

## Сюжет
Історія про пригоди підлітків, які розважаються в місцевому торговому центрі Сент-Луїсу.

## У ролях
| Актор           | Роль         |
| --------------- | ------------ |
| Джеффрі Роджерс | Дуг Феттіс   |
| Енн Марі Говард | Карен Феттіс |
| Джеррі Сапайран | Ларрі Феттіс |
| Патріція Гарті  | Венді Феттіс |
| Майкл Каллен    | Карл Феттіс  |
| Мішель Дауні    | Кейт         |
| Ентоні Голланд  | Берні        |
| Чарльз Цукер    | Едді         |
| Майкл Зорек     | Біф          |
| Джанін Даміан   | Джині Груслі |
| Майкл Дудікофф  | Кіт          |